# Noccaea amani
Noccaea amani är en korsblommig växtart som först beskrevs av George Edward Post, och fick sitt nu gällande namn av Friedrich Karl Meyer. Noccaea amani ingår i släktet backskärvfrön, och familjen korsblommiga växter. Inga underarter finns listade i Catalogue of Life.